# Riyo Kawamoto
Riyo Kawamoto (jap. 川本 梨誉, Kawamoto Riyo; * 11. Juni 2001 in Shizuoka, Präfektur Shizuoka) ist ein japanischer Fußballspieler. 

## Karriere
Riyo Kawamoto erlernte das Fußballspielen in der Jugendmannschaft von Shimizu S-Pulse. Hier unterschrieb er 2020 auch seinen ersten Profivertrag. Der Verein aus Shimizu spielte in der höchsten Liga des Landes, der J1 League. Als Jugendspieler kam er 2019 zweimal in der ersten Liga zum Einsatz. Die Saison 2021 wurde er an den in der zweiten Liga spielenden Fagiano Okayama ausgeliehen. Für Fagiano bestritt er 50 Zweitligaspiele. Die Leihe endete am 31. Juli 2022. Am 1. August 2022 lieh in der ebenfalls in der zweiten Liga spielende Thespakusatsu Gunma aus. Für den Verein aus Kusatsu bestritt er 44 Zweitligaspiele. Nach der Ausleihe kehrte er Ende Januar 2024 nach Shimizu zurück. Im Mai 2024 wechselte er ein weiteres Mal auf Leihbasis bis Saisonende zu Thespakusatsu Gunma. Am Ende der Saison 2024 musste er mit dem Verein als Tabellenletzter den Weg in die Drittklassigkeit antreten. Nach 21 Ligaspielen kehrte er im Januar 2024 zu Shimizu S-Pulse zurück. Nach seiner Rückkehr wechselte er direkt auf Leihbasis zum Zweitligisten Blaublitz Akita.